# Acadie Siding
Acadie Siding é uma comunidade localizada na província canadense de New Brunswick, perto de Rogersville. Acadie Siding foi construída em torno da Rota 126 e da Rota 480.